# Luz Violeta
Luz Violeta, nombre artístico de Sebastián Aguirre, es una cantante y artista drag chilena, conocida por ganar la primera temporada de The Switch Drag Race.

## Primeros años
Aguirre es una superviviente de violación, habiendo sido sometida al evento traumático a una edad temprana.
En The Switch Drag Race, reveló que a temprana edad, su padre no aceptaba su sexualidad. Sin embargo, después de verlo en el programa y darse cuenta de que el drag era una carrera válida, lo aceptó más.

## Carrera
Luz Violeta estuvo entre el elenco de 12 drag queens para competir en la primera temporada de The Switch Drag Race. Después de cuatro meses de competencia, fue anunciada como la ganadora. Volvió a competir en la segunda temporada, donde tomó la decisión de abandonar la competencia.
Además de The Switch Drag Race, han concursado en otros programas de competencia, incluyendo La divina comida y Talento Chileno.

## Vida personal
Aguirre vive actualmente en Santiago, Chile. Forma parte de una campaña contra la violencia de género con ONU Mujeres. En 2016, sobrevivió a un ataque con arma blanca.
Aguirre se identifica como gay, pero ha salido con mujeres en el pasado y expresó su voluntad de volver a hacerlo en el futuro. Mantiene una presencia activa en las redes sociales en Instagram en @LuzVioletaDrag.

## Filmografía

### Televisión
| año       | título               | papel      | notas       |
| --------- | -------------------- | ---------- | ----------- |
| 2014      | Talento Chileno      | Ella misma | Concursante |
| 2015-2018 | The Switch Drag Race | Ella misma | Concursante |
| 2016      | La Divina Comida     | Ella misma | Concursante |